# Scopula decolor
Scopula decolor là một loài bướm đêm trong họ Geometridae.